# Удмуртська Вікіпедія
Удмýртська Вікіпе́дія (удм. Удмурт Википедия) — розділ Вікіпедії удмуртською мовою. Заснована 24 жовтня 2005 року. Удмуртська Вікіпедія станом на 29 березня 2025 року містить 5704 статті, 16 280 зареєстрованих користувачів, 22 активних дописувачів, 2 адміністраторів
. Загальна кількість сторінок в удмуртській Вікіпедії — 19 772, редагувань — 128 363, завантажених файлів — 8
. Глибина (рівень розвитку мовного розділу) удмуртської Вікіпедії середня і становить 39.5 пунктів
.
Як і в більшості вікіпроєктах на мовах невеликих народів Росії, в удмуртській Вікіпедії розвинені культурна, краєзнавча та інші національні теми. Мінусами цього проєкту є погане охоплення базових статей, невисока якість мови статей, а також мале число учасників.
Труднощі в заповненні удмуртської Вікіпедії багато в чому пов'язані з відсутністю удмуртомовних авторитетних джерел навіть з питань, безпосередньо пов'язаних з удмуртською етнічною тематикою, в той час як процес російсько-удмуртского перекладу вимагає чималих інтелектуальних витрат і досить високого рівня мовної компетентності і культури. Велику складність становить засвоєння користувачами ідеології проєкту.

## Історія
- 2005 — 100 статей
- 2007 — 300 статей
- 2009-2010 — ~500 статей
- 2010 — 700 статей (після завершення робіт в рамках гранту Товариства Кастрена)
- 2011 — 1000 статей
- травень 2011 — 2300 статей
- травень 2012 — 3070 статей
- квітень 2013 — 3334 статей
- липень 2014 — 3500 статей
- лютий 2015 — 105 000 редагувань

Див. докладніше на сторінці удмуртської Вікіпедії — udm:Википедия:Выль_иворъёс.